# Рогалево (Тверская область)
Рогалёво — деревня в Оленинском муниципальном округе Тверской области, до 2019 года входила в состав Мостовского сельского поселения.

## География
Деревня расположена на берегу речки Витка (приток Берёзы) в 23 км на запад от посёлка Оленино.

## История
В 1888 году на погосте Рогалев была построена деревянная Никольская церковь с 2 престолами.
В конце XIX — начале XX века погост Рогалево входил в состав Козинской волости Ржевского уезда Тверской губернии. 
С 1929 года деревня являлась центром Рогалевского сельсовета Оленинского района Ржевского округа Московской области, с 1935 года — в составе Калининской области, с 1994 года — в составе Козловского сельского округа, с 2005 года — в составе Мостовского сельского поселения, с 2019 года — в составе Оленинского муниципального округа.

## Население
| 1859 | 2002 | 2010 |
| ---- | ---- | ---- |
| 19   | ↘9   | ↘8   |